# 马丁·朱弗雷
马丁·朱弗雷（英語：Martin Giuffre，1990年10月5日—），加拿大男子羽毛球運動員。

## 簡歷
2015年5月，马丁·朱弗雷出戰千里達及托巴哥國際賽，在男子單打比賽奪得冠軍。同年8月，朱弗雷參加印尼雅加達舉行的世界羽毛球錦標賽，出戰男子單打項目。他在首圈以2-1擊敗法國選手托马斯·鲁克塞尔晉級，但在第二圈就以0比2（14-21、9-21）不敵4號種子、日本的桃田賢斗出局。

## 主要比賽成績
只列出曾進入準決賽的國際賽事成績：
| 年份   | 賽事                       | 公開賽級別 | 項目     | 搭檔              | 成績   |
| ------ | -------------------------- | ---------- | -------- | ----------------- | ------ |
| 2008年 | 泛美洲青年羽毛球錦標賽     | 其他       | 男子單打 | －                | 冠軍   |
| 2008年 | 泛美洲青年羽毛球錦標賽     | 其他       | 男子雙打 | David Pastewka    | 冠軍   |
| 2008年 | 泛美洲青年羽毛球錦標賽     | 其他       | 混合雙打 | Christina Guiffre | 季軍   |
| 2014年 | 智利羽毛球國際賽           | 國際系列賽 | 男子單打 | －                | 準決賽 |
| 2015年 | 牙買加羽毛球國際賽         | 國際系列賽 | 男子單打 | －                | 冠軍   |
| 2015年 | 千里達及托巴哥羽毛球國際賽 | 國際系列賽 | 男子單打 | －                | 冠軍   |
| 2015年 | 巴林羽毛球國際挑戰賽       | 國際挑戰賽 | 男子單打 | －                | 準決賽 |
| 2015年 | 贊比亞羽毛球國際賽         | 國際系列賽 | 男子單打 | －                | 準決賽 |
| 2015年 | 南非羽毛球國際賽           | 國際系列賽 | 男子單打 | －                | 準決賽 |
| 2016年 | 泛美洲羽毛球團體錦標賽     | 其他       | 男子團體 | －                | 亞軍   |
| 2016年 | 秘魯羽毛球國際賽           | 國際挑戰賽 | 男子單打 | －                | 亞軍   |

| 2007-2017年 | 首要超級賽 | 超級賽 | 黃金大獎賽 | 大獎賽 | 國際挑戰賽 | 國際系列賽 | 未來系列賽 | 其他 |

| 2018-2026年 | 總決賽 | 超級1000賽 | 超級750賽 | 超級500賽 | 超級300賽 | 超級100賽 | 國際挑戰賽 | 國際系列賽 | 未來系列賽 | 其他 |

### 奧運會和世錦賽參賽紀錄
|          | 2015 | 2016       |
| -------- | ---- | ---------- |
| 男子單打 | 32強 | 小組第二名 |